# Ward Kimball
Ward Kimball (4 de marzo de 1914 - 8 de julio de 2002) fue un animador de Walt Disney Studios que formó parte del equipo de animadores conocido como Los Nueve Ancianos.
Además de ello, fue trombonista de jazz, fundador y líder de la banda de Dixieland Firehouse Five Plus Two.

## Carrera
Su nombre completo era Ward Walrath Kimball, y nació en Minneapolis, Minnesota. Kimball, un brillante dibujante, prefería trabajar sobre personajes cómicos más que en diseños humanos realistas. La animación era un campo en el que trabajaba con facilidad, y en el que constantemente buscaba innovar. A causa de ello, Walt Disney dijo que Ward Kimball era un genio en el libro The Story of Walt Disney. Aunque hubo otros muchos animadores trabajando para Disney, los resultados de Ward se consideraban únicos.
Kimball creó varios personajes clásicos de Disney, entre ellos los cuervos de Dumbo; Tweedledum y Tweedledee, El Sombrerero y el Gato de Cheshire en Alicia en el país de las maravillas; el Ratón, Lucifer y Bruno en La Cenicienta; y Pepito Grillo en Pinocho. Además, fue el animador del famoso número musical "Los tres caballeros" de la película de Disney del mismo nombre.
En 1953, Kimball fue director y responsable del corto ganador de un Premio Oscar Toot, Whistle, Plunk and Boom, así como de tres shows televisivos de Disney dedicados al espacio exterior y al programa espacial de los Estados Unidos. Además, recibió el Óscar al mejor cortometraje animado por el corto de animación It's Tough to Be a Bird.
Kimball fue también músico de jazz, fundador y líder de la banda Dixieland de siete instrumentos Firehouse Five Plus Two, en la cual él tocaba el trombón. La banda grabó al menos 13 discos LP y tocó en clubs, campus de colegios y en festivales de jazz desde los años 1940 a principios de los 1970. Kimball dijo en una ocasión que Walt Disney le permitía desarrollar su carrera como músico siempre que la misma no interfiriera en su trabajo de animación.
Kimball siguió trabajando para Disney hasta 1974, participando en la serie de antología de Disney, escribiendo parte del guion de Babes in Toyland, creando animación para Mary Poppins, dirigiendo la animación de Bedknobs and Broomsticks, y trabajando en los títulos de largometrajes como The Adventures Of Bullwhip Griffin y The Million Dollar Duck. Su última colaboración con Disney fue la producción y dirección del show televisivo The Mouse Factory, que se emitió desde 1972 a 1974. A continuación desarrolló varios proyectos propios, aunque hizo algunas giras publicitarias para la corporación Disney, y cooperó en la atracción World of Motion, en el Centro Epcot de Disney.
Kimball también produjo dos ediciones de un volumen titulado Art Afterpieces, en el cual redibujaba varias obras de arte muy conocidas, como por ejemplo La Gioconda, a la que dibujó rizos. Otras obras retocadas fueron la Retrato de la madre del artista, a la que dibujó viendo la televisión, y el cuadro Pinkie, de Thomas Lawrence, al que añadió una bandera Comunista y unas botas rusas.
Sus dos únicas actuaciones cinematográficas fueron un papel sin créditos como músico de jazz (con su Firehouse Five Plus Two) en Hit Parade of 1951, y un Jefe de Internal Revenue Service en la cinta de Mike Jittlov The Wizard of Speed and Time. Además, Kimball presentó el episodio "Man and the Moon" de la serie de antología Disney en 1956. También intervino como él mismo en el popular show televisivo You Bet Your Life, presentado por Groucho Marx, el 18 de marzo de 1954, y en 1992 presentó la segunda temporada de la serie de Public Broadcasting Service Tracks Ahead. 

## Trabajo como animador
- Snow White and the Seven Dwarfs (1937, Los enanos, en escenas eliminadas, los buitres)
- Pinocho (1940, Pepito Grillo)
- Fantasía (1940, Bacchus y su pequeño asno unicornio)
- El dragón chiflado (El dragón y los pájaros, 1941)
- Dumbo (Los cuervos, Dumbo y Timothy, 1941)
- Saludos Amigos (Pedro, 1942)
- Los tres caballeros (Pato Donald, José Carioca, Panchito, 1944)
- Música maestro (Banda en "Casey At The Bat"; Peter, Ivan, Sasha, Sonia, el Lobo, y los Cazadores en "Pedro y el Lobo"; Willy la Ballena, 1946)
- Fun and fancy free (Pepito Grillo, Bongo, Lumpjaw, 1947)
- Melody Time (escenas diversas, 1948)
- La leyenda de Sleepy Hollow y el Señor Sapo (escena del tren; Ichabod Crane y su caballo, 1949)
- La Cenicienta (Lucifer, Jaq, Gus, el Ratón, 1950)
- Alicia en el país de las maravillas (personajes varios, 1951)
- Peter Pan (personajes varios, 1953)
- Serie de antología de Walt Disney (Ludwing von Pato)
- Mary Poppins (la Pearly Band, 1964)

Nota: En la época en que fueron producidos los filmes era común que un animador se centrara en la animación de un personaje en cada escena.

## Grizzly Flats Railroad

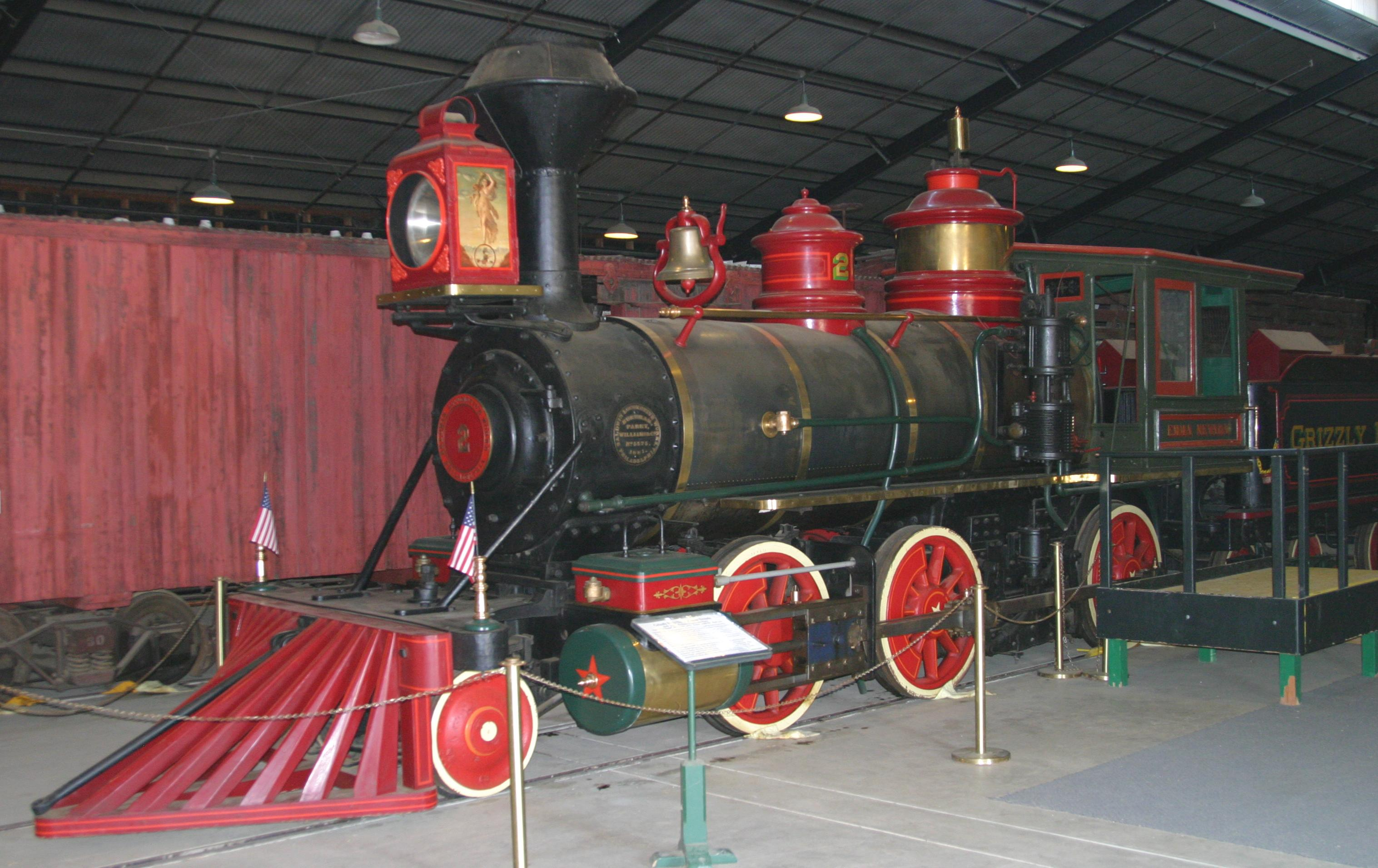
Locomotora Emma Nevada en el Museo Orange Empire Railway de Perris, California

Junto a Walt Disney y Ollie Johnston, Kimball coleccionó material ferroviario. Fue un entusiasta de los trenes, y donó su colección de ferrocarril de vía estrecha al Museo Orange Empire Railway en Perris, California. Una locomotora de vapor, que Kimball mantenía en una propiedad llamada Grizzly Flats Railroad en San Gabriel (California), se expone de manera permanente en el museo. Kimball fue también un ávido coleccionista de modelismo ferroviario.

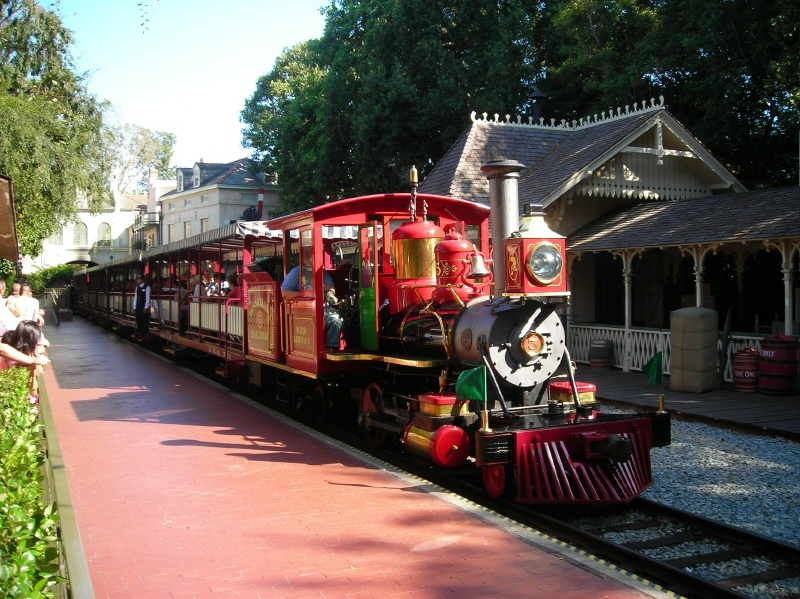
La Ward Kimball en Disneylandia

A Kimball se le atribuye parte de la idea de Walt Disney de instalar el Disneyland Railroad en Disneylandia. La estación de tren de Grizzly Flats sirvió como modelo para la Estación de  Tren de Disneyland Frontierland. 

## Muerte
Ward Kimball falleció en el año 2002 en Los Ángeles, California, a causa de las complicaciones surgidas tras padecer una neumonía. Tenía 88 años de edad. 

## Premios y distinciones
Premios Óscar
| Año  | Categoría                  | Película                | Resultado |
| ---- | -------------------------- | ----------------------- | --------- |
| 1957 | Mejor documental corto     | Man in Space            | Nominado  |
| 1969 | Mejor cortometraje animado | It's Tough to Be a Bird | Ganador   |